# Kotlina Fergańska
Kotlina Fergańska (uzb.: Fargʻona vodiysi; kirg.: Фергана өрөөнү, Fergana öröönü; tadż.: водии Фaрғонa, wodii Fargona; ros.: Ферганская долина, Fierganskaja dolina) – wyżynna kotlina śródgórska w Azji Centralnej, między pasmami Tienszanu na północy a Ałajem i Górami Turkiestańskimi na południu, w dorzeczu Syr-darii, podzielona między Uzbekistan, Kirgistan i Tadżykistan. Rozciąga się na długości ok. 300 km i szerokości do 170 km. Zajmuje ok. 22 tys. km². Powierzchnia kotliny jest dosyć wyrównana i opada – ze wschodu na zachód – od 1000 m n.p.m. do 320 m n.p.m. 
Kotlina jest pochodzenia tektonicznego i została utworzona w trzeciorzędzie. Wypełnia ją materiał skalny pochodzący z niszczenia pobliskich gór. Dno otaczają pasma neogenicznych i czwartorzędowych wzgórz, tzw. adyrów, zbudowanych ze zlepieńców i pokrytych lessem. Poza nimi wznoszą się przedgórza zbudowane ze skał mezo- i kenozoicznych oraz częściowo z wapieni i łupków paleozoicznych. 
Klimat jest kontynentalny i suchy z bardzo ciepłym latem (średnia temperatura lipca to 24–27 °C, chociaż czasami zdarzają się temperatury bliskie 40 °C) i dosyć łagodną zimą (średnia temperatura stycznia to –3 °C, choć w grudniu i styczniu w wyżej położonych rejonach możliwe są spadki do –20 °C). Wielkości opadów rosną wraz z wysokością – od 100 mm na dnie kotliny do 500 mm rocznie na wschodzie.
Stanowi jeden z najgęściej zaludnionych obszarów Azji Środkowej. Wiąże się to z rozwiniętym systemem irygacyjnym, wykorzystującym wody Syr-darii (sztuczny Zbiornik Kajrakkumski oraz kanały, z których największy to Wielki Kanał Fergański), wykorzystywanym dla potrzeb rolniczych. Uprawia się głównie bawełnę, owoce, winorośl i ryż a hoduje jedwabniki. Adyry zajęte są pod pastwiska. Na stokach otaczających gór rosną lasy orzecha włoskiego, jabłoni, ałyczy. Centralny pas na południe od Syr-darii (tzw. Step Karakałpacki) pokrywają solniska i piaski. Do bogactw naturalnych kotliny należą: ropa naftowa, gaz ziemny, siarka i sól kamienna. Główne miasta w Kotlinie Fergańskiej to: Fergana, Kokand, Chodżent, Andiżan, Namangan i Osz.
Sytuacja w regionie Kotliny Fergańskiej nie jest wolna od napięć politycznych i społecznych, czego wyrazem był m.in. wybuch rewolty w Andiżanie w 2005 roku. W lipcu 2019 na pograniczu kirgisko-tadżyckim doszło do starć, w wyniku których zginął obywatel Tadżykistanu. Kolejne starcia, które przyniosły ofiary śmiertelne, wybuchły w 2021 i 2022 roku. Pod koniec 2024 Kirgistan i Tadżykistan uzgodniły szczegóły dotyczące delimitacji i demarkacji granicy, a 13 marca 2025 podpisały porozumienie, którego celem jest zakończenie trwającego 34 lata sporu granicznego.